# Cucina dei nativi americani
La cucina dei nativi americani comprende tutte le cucine e le pratiche alimentari proprie dei nativi americani. Dal momento che nelle Americhe sussistono diversi biomi e vi sono oltre 500 tribù, la cucina dei nativi americani può variare significativamente in base alla regione e alla cultura. Tuttavia, l'alimentazione degli indigeni americani è solitamente basata su prodotti a basso tasso glicemico, che possono essere selvatici o prodotti da colture, fra cui mais, fagioli, zucche, riso selvatico, patate dolci, pomodori, peperoni e arachidi, vari tipi di selvaggina (tacchino, alce e bisonte) e pesci d'acqua dolce.